# BeSZERvezve
A BeSZERvezve (eredeti cím: American Ultra) 2015-ös amerikai akció-vígjáték, melyet Nima Nourizadeh rendezett és Max Landis írt. A főszereplők Jesse Eisenberg és Kristen Stewart.
Az Amerikai Egyesült Államokban 2015. augusztus 21-én mutatta be a LionsGate. Magyarországon egy nappal hamarabb, augusztus 20-án a Fórum Hungary forgalmazásában.
A film általánosságban vegyes kritikákat kapott a kritikusoktól. A Metacritic oldalán a film értékelése 50% a 100-ból, ami 31 véleményen alapul. A Rotten Tomatoeson a BeSZERvezve 43%-os minősítést kapott, 148 értékelés alapján. Bevételi szempontból is alul teljesített, ugyanis a 28 milliós költségvetésével szemben kevesebb mint 16 millió dollárt tudott összegyűjteni.
A forgatás 2014. április 14-én kezdődött New Orleansban.

## Cselekménye
|  | Alább a cselekmény részletei következnek! |

Mike Howell (Jesse Eisenberg) Nyugat-Virginia egyik nyugodt kisvárosában él, Limanben, ahol egy kisbolti eladóként dolgozik, és szabadidejében állandóan drogozik, valamilyen füvet szív. Azt tervezi, hogy megkéri barátnője, Phoebe Larson (Kristen Stewart) kezét. Életüket nehezíti Mike pánikbetegsége, ami miatt nem is tud elutazni a városból. Eközben az egyik CIA ügynök, Victoria Lasseter (Connie Britton) tudomást szerez arról, hogy Mike az egyetlen túlélője az ő sikertelen „ultra” programjának, amit vetélytársa, Adrian Yates (Topher Grace) gyorsan meg akar szüntetni Mike likvidálásával. A nő érzi, hogy kötelessége megvédeni a fiút, ezért elutazik Limanba és "aktiválja" Mike-ot egy sorozat kódszóval (mivel Mike nem is tud róla, hogy titkos CIA-kiképzést kapott valamikor, bár feltűnik neki, hogy kevés dologra emlékszik a korábbi évekből); A szekér közeleg, a számhalmaz csak pörög, a visszhangok hallgatnak, a labda meg nálunk van. Mike nem érti a szavak jelentőségét, ezért frusztráció kapja el.
Mike kimegy az üzlet elé falatozni, és meglátja, hogy Yates két embere matat valamit a kocsiján, akik a felszólítására, hogy hagyják békén a kocsit, megtámadják őt, de a titkos képzés hirtelen előtör belőle, és reflexszerűen és villámgyorsan végez velük; egyiküket nyakon szúrja a nála lévő kanállal, majd mindkettőt a földre viszi és fejbe lövi őket a saját fegyverükkel. A rémülettől gyorsan a helyszínre hívja Phoebe-t, akivel hamar letartóztatásban részesülnek kettős gyilkosság miatt. Yates küld két kemény ügynököt, Laughert (Walton Goggins) és Crane-t (Monique Ganderton), hogy öljék meg Mike-ot és Phoebe-t a rendőrségen, de ez nem sikerül nekik, bár az egész rendőrőrsöt kiirtják. Laughert Mike bezárja egy cellába, Crane viszont kint rátámad, ezért Mike megöli.
Mike elmenekül egyik barátjához, Rose-hoz, aki kábítószer-kereskedelemmel foglalkozik (John Leguizamo). Rose vonakodva elrejti őket a pincében. Yates a várost karantén alá helyezi, mintha fertőző járvány tört volna ki, ezt követően Lesseter és Mike képei felbukkannak a hírekben. Lasseter kapcsolatba lép egykori asszisztensével, Petey Douglas-szel (Tony Hale), hogy küldjön neki néhány fegyvert jómaga és Mike megvédésére. Azonban Yates rájön erre, és megfenyegeti Peteyt az árulása miatt, majd arra kényszeríti, hogy minden segítséget tagadjon meg Lassetertől, amit kér tőle. Yates három ügynökkel megtámadja Rose házát, halálos gázlövedékekkel. Az ügynökök megölik Rose-t, vele együtt két haverjukat is, eközben Phoebe kimenti Mike-ot a gáztól, és injekcióval ellenszert ad neki, amit a támadók holmija közt talál. A fiúnak gyanús, hogy honnan ismeri a gázt, Phoebe vonakodva felfedi, hogy ő egy volt CIA-ügynök, ekkor Mike szíve a hazugság miatt összetörik.
Laugher rátámad a duóra, és elfogja Phoebe-t, az autót pedig felgyújtja, amibe Mike beszorult. Mike megmenti Lassetert és hazaviszi a házába. Ezután megtudja tőle, hogy Mike önként vállalta az ultra programot, mivel büntetett előéletű és ezt követően már az emlékeit is törölték.
|  | Itt a vége a cselekmény részletezésének! |

## Szereplők
| Színész         | Szereplő              | Magyar hang    |
| --------------- | --------------------- | -------------- |
| Jesse Eisenberg | Mike Howell           | Kovács Lehel   |
| Kristen Stewart | Phoebe Larson         | Csuha Borbála  |
| Topher Grace    | Adrian Yates          | Dolmány Attila |
| John Leguizamo  | Rose                  | Damu Roland    |
| Walton Goggins  | Laugher               | Zöld Csaba     |
| Connie Britton  | Victoria Lasseter     | Fehér Anna     |
| Bill Pullman    | Raymond Krueger       | ?              |
| Tony Hale       | Peter "Petey" Douglas | ?              |